# 樋口明雄
樋口 明雄（ひぐち あきお、1960年1月30日 - ）は、日本の小説家。『頭弾』、『狼叫』（講談社）、『狼は瞑らない』『光の山脈』（角川春樹事務所）、『約束の地』、『ドッグテールズ』（光文社）、『天空の犬』（徳間書店）など、作品は冒険小説、山岳小説、SFからライトノベル、ゲームブックまで多岐にわたる。また実話怪談ブームの先駆けとなった『「超」怖い話』シリーズの2代目編著者を務めた。

## 略歴
山口県岩国市生まれ。岩国市立岩国中学校、広島工業大学附属広島高等学校、明治学院大学法学部法律学科卒業。雑誌記者、フリーライターなどを経て作家に。山梨県自然監視員。山梨県北杜市在住。

## 受賞歴
2008年、『約束の地』（光文社）で第27回日本冒険小説協会大賞受賞。2010年、同作品で第12回大藪春彦賞受賞。2013年『ミッドナイト・ラン！』（講談社）が、第2回エキナカ書店大賞を受賞。

## 作品リスト

### ゲームブック
- ルパン三世ゲームブック 黄金のデッド・チェイス - 双葉文庫ゲームブック（双葉社、1986年）
- ゼルダの伝説 蜃気楼城の戦い - 冒険ゲームブックシリーズ（双葉社、1986年）
- 鉄人28号　東京原爆作戦 - 光文社文庫ゲームブック　（光文社、1986年） - 竹田明との共著、スタジオ・ハード名義
- ドラゴンクエスト 蘇る英雄伝説 - 冒険ゲームブックシリーズ（双葉社、1987年）
- ミシシッピー殺人事件 リバーボートの冒険 - 冒険ゲームブックシリーズ（双葉社、1987年）
- ドラゴンクエストII 悪霊の神々（上下） - 冒険ゲームブックシリーズ（双葉社、1987年）
- ヴァイケルの魔城 トツゲキ魔界探検隊 - 冒険ゲームブックシリーズ（双葉社、1987年）
- ウルティマ 魔道士ゾールの陰謀 - 冒険ゲームブックシリーズ（双葉社、1987年）
- サラマンダ　ラティス救出作戦 - アドベンチャーヒーローブックス（勁文社、1987年）- 大出光貴との共著、ひぐち&ぴろてん名義
- 貝獣物語 シェルドラド伝説 - 冒険ゲームブックシリーズ（双葉社、1988年）- 大出光貴との共著
- 超時空パイレーツ　おみそれ3人組の冒険 - 冒険ゲームブックシリーズ（双葉社、1988年）
- 天外魔境 魔城の聖戦 - 冒険ゲームブックシリーズ（双葉社、1989年）
- ダンジョン・エクスプローラー 探せ!　破邪の宝玉 - 冒険ゲームブックシリーズ（双葉社、1989年）- 橋爪啓との共著
- MOTHER (マザー） 未知からの挑戦 - 冒険ゲームブックシリーズ（双葉社、1989年）
- ルパン三世ゲームブック 黒い薔薇のノスフェラトゥ - 双葉文庫ゲームブック（双葉社、1989年）
- ウルティマVol.2 聖者への道 - 冒険ゲームブックシリーズ（双葉社、1990年）

### ライトノベル他
- ルパン三世　戦場は、フリーウェイ　-　アクション・ノベル・シリーズ 双葉文庫　（双葉社、1987年）
- 霧の学園 - 講談社X文庫　（講談社、1988年） - 牧村優名義
- 星降る街に - 講談社X文庫　（講談社、1989年） - 牧村優名義
- ルパン三世　エルドリア大脱出作戦 - アクション・ノベル・シリーズ　双葉文庫 （双葉社、1989年）ハードカバー版（1992年）
- ハイスクール重機動作戦 - 富士見ファンタジア文庫（富士見書房、1991年）
- ヴァンパイア特捜隊（スクワッド） - 富士見ファンタジア文庫（富士見書房、1991年）
- 爆風カーニバル - 富士見ファンタジア文庫（富士見書房、1991年）
- 翔べ！フライングマシーン -（白泉社、1991年）
- ハート・オン・ファイア - 富士見ファンタジア文庫（富士見書房、1993年）
- 赤い夕陽の快男児　-白狼伝- ログアウト文庫（アスペクト、1993年）
- サイレント・ファイア1－風よ、荒野へ - ケイブンシャノベルズ　（勁文社、1990年）
- サイレント・ファイア2－遙かなる虚塔 - ケイブンシャノベルズ　（勁文社、1991年）
- サイレント・ファイア3－閃光の序曲 - ケイブンシャノベルズ　（勁文社、1991年）
- サイレント・ファイア4－堕ちる巨星 - ケイブンシャノベルズ　（勁文社、1991年）
- 小説ゼルダの伝説　黒き影の伯爵 - （双葉社、1992年）
- 幽霊屋敷の魔火－ナイト・ボーイズ -　ソノラマ文庫　（朝日ソノラマ、1997年）
- 爆風警察 - ソノラマ文庫NEXT（朝日ソノラマ、1999年）朝日文庫版（朝日新聞出版、2010年）
- 爆風警察〈2〉バトル・インフェルノ - ソノラマ文庫NEXT（朝日ソノラマ、1999年）
- ZONE（ゾーン）　原作・樋口明雄　作画・細馬信一 - （エニックス、1996年）
- 天使が堕ちた街 - GA文庫（ソフトバンククリエイティブ、2007年）

### 長編小説
- 灼撃の山塊－スケアクロウ・コマンド1 - C－ノベルズ　（中央公論社、1995年）
- 高層の侵撃－スケアクロウ・コマンド2 - C－ノベルズ　（中央公論社、1995年）
- 叛撃の孤島－スケアクロウ・コマンド3 - C－ノベルズ　（中央公論社、1995年）
- 電影馬賊団（バンディッツ）- 徳間ノベルズ（徳間書店、1995年）
- 明日なき山河　- ワニノベルズ　（KKベストセラーズ、1996年）
- 魔名子　-MANAKO　- 徳間ノベルズ　（徳間書店、1996年）学研M文庫版（学研、2002年）
- 頭弾　- （講談社、1997年）　双葉文庫版「紅の匣子槍　頭弾」（双葉社、2010年）
- 狼叫　- （講談社、1998年）　双葉文庫版「紅の匣子槍　狼叫」（双葉社、2011年）
- 酔いどれ犬 - （角川書店、1999年）徳間文庫版（徳間書店、2010年）
- 狼は瞑らない - （角川春樹事務所、2000年）ハルキ文庫版（2003年）
- 光の山脈 - （角川春樹事務所、2003年）ハルキ文庫版（2006年）
- クライム　- （角川春樹事務所、2006年）ハルキ文庫版「男たちの十字架」（2008年）
- 墓標の森　- （双葉社、2001年）
- 俺たちの疾走　- （朝日ソノラマ、2002年）　「WAT16」に改題、（ビズ・アップロード、2010年）
- 武装酒場　-　ハルキノベルズ　（角川春樹事務所、2002年）　ハルキ文庫版（角川春樹事務所、2009年）
- 武装酒場の逆襲　- ハルキ文庫　（角川春樹事務所、2009年）
- 約束の地 - （光文社、2008年）光文社文庫版上下巻（2010年）
- 闇の守護者 ロスト・ゾーン - 角川ホラー文庫（角川書店、2008年）
- 魔の聖職者 ロスト・ゾーン - 角川ホラー文庫（角川書店、2008年）
- 光の発現者 ロスト・ゾーン - 角川ホラー文庫（角川書店、2009年）
- ミッドナイト・ラン！　- （講談社、2010年）　講談社文庫版（2012年）
- 鬼火　- （竹書房、2010年）ハルキ文庫版「逢魔ヶ刻」（角川春樹事務所、2013年）
- 天空の犬　-　（徳間書店、2012年）徳間文庫版　「天空の犬　南アルプス山岳救助隊K-9」(2013年）
- 竜虎（ロンフー）- （双葉社、2012年）　双葉文庫版　「紅の匣子槍　竜虎」（2015年）
- ハルカの空　南アルプス山岳救助隊K-9　-　（徳間書店、2014年）　徳間文庫版(2015年）
- 許されざるもの　-　（光文社、2014年　）光文社文庫版(2016年）
- ドッグ・ラン！　-　講談社　（講談社文庫、2014年）
- オン・ザ・ロード　-　中央公論新社　（中公文庫、2015年）
- ブロッケンの悪魔　南アルプス山岳救助隊K-9　-　（角川春樹事務所、2016年）　ハルキ文庫（2017年）
- 邪神街　上　-　（創土社、2016年）- 角川ホラー文庫　「ロスト・ゾーン　シリーズ」を改稿　再編集
- 邪神街　下　-　（創土社、2016年）- 角川ホラー文庫　「ロスト・ゾーン　シリーズ」を改稿　再編集
- 火竜の山　南アルプス山岳救助隊K-9　-　（新潮社、2017年）「炎の岳」に改題　（新潮文庫版、2018年）
- 邪神狩り　-　（創土社、2017年）
- レスキュードッグ・ストーリーズ　-　（山と溪谷社、2018年）　ヤマケイ文庫版（2018年）
- 白い標的　南アルプス山岳救助隊K-9　-　（角川春樹事務所、2017年）　ハルキ文庫版（2018年）
- クリムゾンの疾走　南アルプス山岳救助隊K-9　-　徳間書店　（徳間文庫、2018年）
- 風に吹かれて　-　角川春樹事務所　（ハルキ文庫、2018年）
- ダークリバー　-　祥伝社　（祥伝社文庫、2018年）
- 『逃亡山脈 南アルプス山岳救助隊K-9』徳間書店〈徳間文庫〉、2019年5月。ISBN 978-4-19-894468-1。
- 『サイレント・ブルー』光文社、2019年11月。ISBN 978-4-334-91322-9。
- 『風の渓 南アルプス山岳救助隊K-9』徳間書店〈徳間文庫〉、2020年11月。ISBN 978-4-19-894581-7。
- 『還らざる聖域』角川春樹事務所、2021年6月。ISBN 978-4-7584-1381-7。
- 『ストレイドッグス As Time Goes By』祥伝社〈祥伝社文庫〉、2021年8月。ISBN 978-4-396-34751-2。
- 『異形の山 南アルプス山岳救助隊K-9』徳間書店〈徳間文庫〉、2021年9月。ISBN 978-4-19-894661-6。

### 中短編小説
- 龍虎酔夢　チャイナ・ファンタジア 〜「打鹿目（タールームウ）」 - (徳間書店、1995年）
- 私の中に誰かいる！ - 勁文社文庫　（勁文社、1997年） - 平山夢明、神代創、妹尾美音子と共著
- 妖かしの宴 〜「蛍こい－まぼろしの渓奇譚」 - PHP文庫　（PHP研究所、1999年）
- 小説ルパン三世 〜「深き森は死の香り」 - （双葉社、2005年） 双葉文庫版（2011年）
- 異形コレクション　オバケヤシキ 〜「マヨヒガ」 - 光文社文庫（光文社、2005年）
- 「超」 怖い物語　－壱－　屍村 - 竹書房文庫（竹書房、2006年）
- 渓流賛歌 〜「天国への扉」 - （地球丸、2009年）
- メモリーズ　光文社文庫 - （光文社、2010年）
- 怪談実話系　書き下ろし怪談文芸競作集 〜 「格安中古物件につき」 - MF文庫（メディアファクトリー、2011年）
- ドッグテールズ - （光文社、2011年）光文社文庫版（2013年）
- 標高二八〇〇米 - （徳間書店、2011年）徳間文庫版（2013年）
- SF宝石 〜 「遺され島」 - （光文社、2013年）
- インスマスの血脈 〜「海からの視線」- クトゥルー・ミュトス・ファイルズ（創土社、2013年） - 夢枕獏、寺田克也、黒史郎と共著
- SF宝石 　～　「地底超特急、北へ」 - （光文社、2014年）
- 山岳迷宮　～　「モーレン小屋（標高二○○八米より）収録」　-　光文社　（光文社文庫、2016年）

### エッセイ
- 山がくれた百のよろこび 〜「スナフキンになりたい」- （山と渓谷社、2004年）
- 言葉ふる森 〜「里守り犬」 - （山と渓谷社、2010年）
- 目の前にシカの鼻息〈アウトドアエッセイ〉-（フライの雑誌社、2011年）
- 『北岳山小屋物語』山と溪谷社、2020年1月。ISBN 978-4-635-15606-6。ヤマケイ文庫（改訂版）、2023年8月
- 『田舎暮らし毒本』光文社〈光文社新書〉、2021年9月。ISBN 978-4-334-04565-4。

### 実話怪談
- 「超」怖い話　ケイブンシャブックス - （勁文社、1991年） - 安藤薫平、加藤一と共著　勁文社文庫版（1993年）
- 「超」怖い話2　ケイブンシャブックス - （勁文社、1992年） - 加藤一、添田寛明と共著　勁文社文庫版「続「超」怖い話」（1993年）
- 新「超」怖い話　勁文社文庫21 - （勁文社、1993年） - デルモンテ平山、加藤一、氷原公魚と共著
- 新「超」怖い話2　勁文社文庫21 - （勁文社、1994年） - デルモンテ平山、加藤一と共著
- 新「超」怖い話3　勁文社文庫21 - （勁文社、1994年） - デルモンテ平山、加藤一と共著
- 新「超」怖い話5　勁文社文庫21 - （勁文社、1995年） - デルモンテ平山、加藤一と共著
- 新「超」怖い話6　勁文社文庫21 - （勁文社、1995年） - デルモンテ平山、加藤一と共著
- 新「超」怖い話7　勁文社文庫21 - （勁文社、1996年） - デルモンテ平山、加藤一と共著
- 怖いはなし 1〜3 （あかつきBP株式会社、年代不詳） - 「超」怖い話シリーズから担当作品を文庫化
- 「超」怖い話0（ゼロ）- 竹書房文庫（竹書房、2004年） - 同上
- 「超」怖い話∞（エンドレス）- 竹書房文庫（竹書房、2004年）

### 脚本
- ルパン三世 PART6（2021年、第8話）[2]

## 映像化作品
- 『カウントダウン』　世にも奇妙な物語 秋の特別編 (2007年)
  - 早川書房ミステリマガジン 2005年8月号「カウントダウン」より